# Mowag Spy
Der Mowag Spy war ein Radpanzer aus Schweizer Produktion.

## Geschichte und Entwicklung
Zur Komplettierung der Piranha-1-Familie wurde 1980 der Mowag Spy als leichtes Fahrzeug mit der Aufgabe eines schnellen Aufklärungs- und Eingreiffahrzeugs  aus dem Mowag Piranha IB 4×4 konzipiert.